# Archibald Dalzel

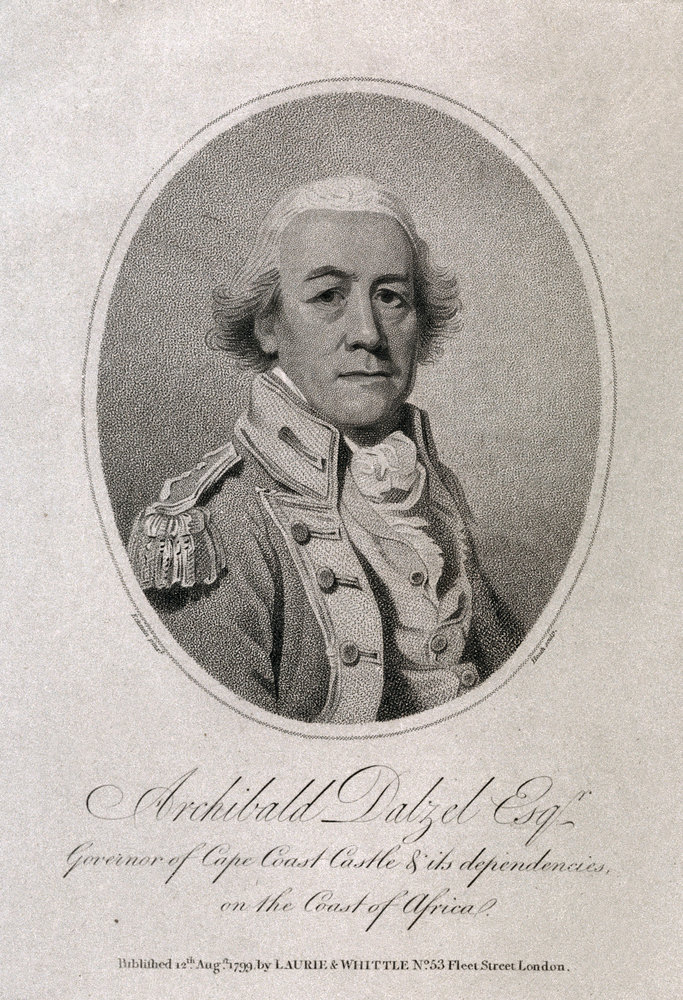
Archibald Dalzel (1799)

Archibald Dalzel (* 23. Oktober 1740 in Kirkilston, Schottland; † 1811 oder früher), eigentlich Dalziel, war ein britischer Sklavenhändler, Historiker, Abenteurer und Gouverneur der Goldküste (heute Ghana).
Er ging 1763 als Chirurg nach Afrika und kehrte 1770 nach Großbritannien zurück. Während dieser Zeit diente er vier Jahre als Gouverneur von Whydah (hwī'də) an der Sklavenküste (heute Ouidah, Benin), dem Haupthafen des Königreiches Dahomey. Er beobachtete, dass die Menschen von Whydah „pay a kind of veneration to a particular species of large snake, which is very gentle.“
Vom Committee of Merchants, das über die Goldküste damals die Aufsicht führte, wurde er in zwei Perioden zum Gouverneur (Governor-in-Chief) ernannt: vom 31. März 1792 bis 16. Dezember 1798 sowie vom 28. April 1800 bis 30. September 1802.

## Geschichte von Dahomey
1793 veröffentlichte er seine Geschichte von Dahomey: The history of Dahomy, an inland kingdom of Africa; comp. from authentic memoirs; with an introduction and notes, worin er argumentierte, dass die Überfälle auf Dörfer in Dahomey um der Sklaven willen bedeuteten, sie vor dem noch größeren Übel der Menschenopfer zu retten.
Zur Zeit der Publikation des Werkes war er Gouverneur im Cape Coast Castle. Seine offizielle Position bot ihm Gelegenheiten, wertvolle und genaue Information zu erhalten. Teile der Geschichte sind aus den Memoiren von Robert Norris zusammengestellt, der achtzehn Jahre im Afrikahandel verbrachte, und aus der Kommunikation mit Lionel Abson, seinem Nachfolger als britischer Gouverneur in Whydah.

## Werke
- The history of Dahomy, an inland Kingdom of Africa. London: Spilsbury, 1793
- Archibald Dalzel: Geschichte von Dahomy, einem inländischen Königreich in Afrika. Aus glaubwürdigen Nachrichten gesammelt, nebst einer Einleitung von Archibald Dalzel, ehmals Befehlhaber in Whydah, und jezt auf dem Küsten-Vorgebirge. Aus dem Englischen übersetzt. Schwickert, Leipzig 1799 (digital.staatsbibliothek-berlin.de [abgerufen am 1. Oktober 2018] Originaltitel: History of Dahomy. London 1793.).